# Dmitri Smirnov (ténor)
Pour les articles homonymes, voir Dmitri Smirnov (homonymie).
Dmitri Alexeyevitch Smirnov (russe : Дмитрий Алексеевич Смирнов) était un artiste lyrique d'opéra russe avec une voix ténor.

## Biographie
Né à Moscou, le 19 novembre 1882, Smirnov était l'élève d'Emilia Pavlovskaïa et d'Alexandre Dodonov. Il fait ses débuts à Saint-Pétersbourg en 1903 au théâtre de l'Ermitage. En 1904, Smirnov intègre la compagnie du Bolchoï à Moscou, dont il fait partie jusqu'en 1910. Il chante ensuite au théâtre Mariinsky de Saint-Pétersbourg de 1911 à 1917.
Smirnov fait ses débuts en France à l'opéra de Paris en 1907. Ses performances parisiennes l'ont conduit à être invité à se produire au Metropolitan Opera, où il a chanté en 1911. En 1914, il se produit au théâtre royal de Drury Lane à Londres.
Le ténor a quitté sa terre natale après la révolution russe de 1917, préférant poursuivre sa carrière en Occident, mais en 1929, il retourne en Union soviétique pour une tournée de concerts. Smirnov est devenu citoyen de la république d'Estonie le 4 février 1932 et a joué un rôle actif en tant que soliste. Il enseigna le chant à Londres et à Athènes, puis se retira à Riga, où il mourut le 27 avril 1944, à l'âge de 61 ans.
Smirnov était à l'aise pour jouer des rôles lyriques dans des opéras russes, français ou italiens. Sa voix avait un ton plaintif avec des notes aiguës faciles, un excellent contrôle de la respiration et un vibrato distinct.